# Wiekowo (gromada)
Wiekowo – dawna gromada, czyli najmniejsza jednostka podziału terytorialnego Polskiej Rzeczypospolitej Ludowej w latach 1954–1972.
Gromady, z gromadzkimi radami narodowymi (GRN) jako organami władzy najniższego stopnia na wsi, funkcjonowały od reformy reorganizującej administrację wiejską przeprowadzonej jesienią 1954 do momentu ich zniesienia z dniem 1 stycznia 1973, tym samym wypierając organizację gminną w latach 1954–1972.
Gromadę Wiekowo z siedzibą GRN w Wiekowie utworzono – jako jedną z 8759 gromad na obszarze Polski – w powiecie gnieźnieńskim w woj. poznańskim, na mocy uchwały nr 19/54 WRN w Poznaniu z dnia 5 października 1954. W skład jednostki wszedł obszar dotychczasowej gromady Wiekowo oraz miejscowość Ługi Powidzkie z dotychczasowej gromady Powidz ze zniesionej gminy Powidz, a także obszar dotychczasowej gromady Strzyżewo Witkowskie oraz miejscowości Ruchocinek i Głożyny z dotychczasowej gromady Ruchocinek ze zniesionej gminy Witkowo – w tymże powiecie. Dla gromady ustalono 12 członków gromadzkiej rady narodowej.
Gromadę zniesiono 1 stycznia 1960, a jej obszar włączono do gromady Powidz w tymże powiecie.